# Territorio della Capitale Federale
Il Territorio della Capitale Federale (in lingua inglese: Federal Capital Territory o FCT) è un territorio federale della Nigeria, situato nel centro del Paese con capitale la città di Abuja, alla confluenza tra i fiumi Niger e Benue.
Fu creato nel 1976 dall'unione di aree degli Stati di Nassarawa, Niger, e Kogi.

## Suddivisione
Il territorio è suddiviso in 6 aree di governo locale:
- Abaji
- Abuja
- Bwari
- Gwagwalada
- Kuye
- Kwali